# Alticola albicaudus
Белорепа планинска волухарица (Alticola albicaudus) је врста волухарице. 

## Распрострањење
Ареал врсте је ограничен на две државе. Врста је присутна у Пакистану и Индији.

## Угроженост
Подаци о распрострањености ове врсте су недовољни.